# Emertonella taczanowskii
Emertonella taczanowskii är en spindelart som först beskrevs av Eugen von Keyserling 1886.  Emertonella taczanowskii ingår i släktet Emertonella och familjen klotspindlar. Inga underarter finns listade i Catalogue of Life.